# Guerra de mujeres
Guerra de mujeres es una telenovela producida y transmitida por Venevisión en el año 2001. Es una telenovela original de César Miguel Rondón y Mónica Montañés.
Consta de 141 capítulos y es protagonizada por las primeras actrices Mimí Lazo, Milena Santander y Nohely Arteaga.  Cuenta con las actuaciones co-protagónicas de Gaby Espino, Jorge Reyes, Marjorie de Sousa y Adrián Delgado. Es distribuida por Venevisión Internacional.
En el 2009 fue retransmitida por el canal de suscripción venezolano perteneciente a Venevisión, Venevisión Plus, posteriormente en 2014 vuelve a ser emitida por el mismo canal. Fue transmitida por Venevisión Continental y Novelísima.
La telenovela fue retransmitida, el lunes 5 de agosto de 2019 a las 2:00 p. m., al día siguiente a partir este martes 6 de agosto a las 1:00 p. m.

## Sinopsis
Guerra de mujeres es la historia de Yubirí y su guerra siempre sonreída por conquistar su sueño de triunfar en su carrera, de lograr superarse para poder sacar a su familia del barrio donde se crio, de conquistar el amor del hombre de su vida. Con el detalle de que no está muy claro cuál es ese caballero. 
Cuando la conocemos una bruja le vaticina que esa misma noche el hombre de su vida la va a tocar a las doce en punto. El vaticinio se cumple, pero doble. Justo a la medianoche Wilker, un joven con tantas ganas de comerse el mundo como ella, cantante de un grupito de salsa brava, la toca. Pero a la medianoche y un segundo, también la mano de Juan Diego se posa sobre ella, pues porque así está la vida, que no la magia es exacta. 
Pero Guerra de mujeres también es la historia de Brigitte, una exitosa ejecutiva del mundo de la publicidad, a quien conocemos la noche en la que se harta de Júnior, su marido y lo bota, terminando así con veinte años de lo que considera el más mediocre de los matrimonios, sin sospechar que la vida le tiene preparada una bomba. Al día siguiente, estrenando su separación, le viene la menopausia. 
Y también es la historia de Bienvenida, Carolina y su anorexia (o bulimia), de Finita Rincón de Botero y sus kilos de más, de Ana, de Botero, de Atanasio, de Armando, de Olegario, Lolita, Primero, Graciela, Dionisia, entre otros. 
Es la historia de todo el que está en guerra con la vida por llegar dignamente a fin de quincena y si no fuera mucho pedir, con alguien al lado a quien amar.

## Elenco
- Gaby Espino - Yubirí Gamboa
- Jorge Reyes - Wilker Antonio Guerra
- Adrián Delgado - Juan Diego Herrera
- Mimí Lazo - Brígida Castro de Bonilla "Brigitte"
- Caridad Canelón - Bienvenida Gamboa
- Víctor Cámara - Armando Ramos
- Carlos Mata - Atanasio Herrera
- Daniel Alvarado - Juan Carlos Bonilla "Júnior"
- Nohely Arteaga - Ana
- Aroldo Betancourt - Olegario
- Elaiza Gil - Xiolimar
- Beatriz Valdés - Gisela Antonorsi
- Milena Santander León - Josefina Rincón de Botero "Finita"
- Lourdes Valera - Dolores Guerra "Lolita"
- Roberto Lamarca - Fabián Botero
- Henry Galué - Mauricio Villone
- Fernando Villate - Kowalsky
- Eva Blanco - Dionisia Cardona de Castro
- José Oliva - Primero Gamboa
- José Luís Zuleta - Segundo Gamboa
- Ramón Hinojosa - Dr. Rosario Caridad
- Marjorie de Sousa - Cindy Carolina Bonilla Castro
- Beba Rojas - Graciela Gamboa
- Maritza Bustamante - Yaritza
- Gustavo G. Wassermann - Barman
- Denise Novell - Natalia
- Jeinar Moreno Ortega - Jessica Caridad
- José Zambrano - Félix
- Yanín Barboza - Clarissa
- Reinaldo José Pérez - Pastor Cuenca
- María Antonieta Duque - Blanca "Blanquita"
- Asdrúbal Blanco - Javier
- Wilmer Machado - Pipo
- Josué Villae - Alberto
- Samantha Suárez - Mayerling Gamboa
- Michelle Nassef - Corina Botero Rincón
- Auremily Romero - Marina Botero Rincón
- Adrián Durán - Carlos "Carlitos"
- Juan Franquiz - Meléndez
- Irene Clemente - Margot
- Annaliesse Suegart - Yolanda
- Wendy Bermejo
- Alfredo Naranjo

## Parodia
- Guerra de Mojores parodia de XHGC Fabrica de Comedias en 2002